# Pick Up - Storie a 45 giri
Pick Up - Storie a 45 giri è stato un programma televisivo italiano, spin-off di Unomattina Estate, condotto da Umberto Broccoli e Metis Di Meo nell’estate del 2017

## Il programma
In ogni puntata, partendo da una canzone famosa, si ripercorreva la storia di un anno di storia italiana e straniera, parlando di politica, televisione, sport, scienza e spettacolo. La prima e unica edizione è andata in onda su Rai 1 dal 12 giugno 2017 all'8 settembre 2017 dalle ore 11:05 alle ore 11:30.

## Puntate della prima edizione
| Puntata | Messa in onda    | Anno | Titolo della canzone             | Interprete                      | Ascolti        | Ascolti |
| Puntata | Messa in onda    | Anno | Titolo della canzone             | Interprete                      | Telespettatori | Share   |
| ------- | ---------------- | ---- | -------------------------------- | ------------------------------- | -------------- | ------- |
| 1       | 12 giugno 2017   | 1967 | Nel sole                         | Al Bano                         | 510.000        | 10%     |
| 2       | 13 giugno 2017   | 1970 | Il tempo di morire               | Lucio Battisti                  | 572.000        | 11,6%   |
| 3       | 14 giugno 2017   | 1971 | La canzone del sole              | Lucio Battisti                  | 419.000        | 9%      |
| 4       | 15 giugno 2017   | 1966 | Se telefonando                   | Mina                            | 509.000        | 10,7%   |
| 5       | 16 giugno 2017   | 1972 | Io vagabondo                     | Nomadi                          | 416.000        | 8,4%    |
| 6       | 19 giugno 2017   | 1955 | Arrivederci Roma                 | Renato Rascel                   | 541.000        | 11,3%   |
| 7       | 21 giugno 2017   | 1956 | Tu vuò fà l'americano            | Renato Carosone                 | 571.000        | 11,5%   |
| 8       | 22 giugno 2017   | 1980 | Kobra                            | Donatella Rettore               | 646.000        | 13,8%   |
| 9       | 23 giugno 2017   | 1965 | Il mondo                         | Jimmy Fontana                   | 514.000        | 10,6%   |
| 10      | 26 giugno 2017   | 1963 | Sapore di sale                   | Gino Paoli                      | 543.000        | 10,7%   |
| 11      | 27 giugno 2017   | 1984 | Notte prima degli esami          | Antonello Venditti              | 616.000        | 12,6%   |
| 12      | 28 giugno 2017   | 1960 | Il nostro concerto               | Umberto Bindi                   | 647.000        | 13,2%   |
| 13      | 29 giugno 2017   | 1961 | Legata a un granello di sabbia   | Nico Fidenco                    | 657.000        | 13%     |
| 14      | 30 giugno 2017   | 1978 | Pensiero stupendo                | Patty Pravo                     | 640.000        | 14,1%   |
| 15      | 3 luglio 2017    | 1961 | Da-da-un-pa                      | Gemelle Kessler                 | 598.000        | 12,3%   |
| 16      | 4 luglio 2017    | 1973 | Minuetto                         | Mia Martini                     | 641.000        | 13,6%   |
| 17      | 5 luglio 2017    | 1966 | Perdono                          | Caterina Caselli                | 693.000        | 15,1%   |
| 18      | 6 luglio 2017    | 1962 | Roma, nun fa' la stupida stasera | Nino Manfredi, Enrico Montesano | 579.000        | 8,1%    |
| 19      | 10 luglio 2017   | 1986 | Caruso                           | Lucio Dalla                     | 738.000        | 15%     |
| 20      | 11 luglio 2017   | 1962 | La partita di pallone            | Rita Pavone                     | 539.000        | 7,4%    |
| 21      | 12 luglio 2017   | 1976 | La radio                         | Eugenio Finardi                 | 624.000        | 12,5%   |
| 22      | 13 luglio 2017   | 1964 | Una lacrima sul viso             | Bobby Solo                      | 634.000        | 14,1%   |
| 23      | 14 luglio 2017   | 1975 | Ma il cielo è sempre più blu     | Rino Gaetano                    | 777.000        | 14,1%   |
| 24      | 17 luglio 2017   | 1979 | Video Killed the Radio Star      | The Buggles                     | 617.000        | 13,1%   |
| 25      | 18 luglio 2017   | 1969 | Zingara                          | Iva Zanicchi                    | 744.000        | 16,2%   |
| 26      | 19 luglio 2017   | 1968 | La tramontana                    | Antoine                         | 708.000        | 15,5%   |
| 27      | 20 luglio 2017   | 1977 | Tutto il resto è noia            | Franco Califano                 | 714.000        | 14,3%   |
| 28      | 21 luglio 2017   | 1951 | Malafemmena                      | Totò, Giacomo Rondinella        | 663.000        | 14,3%   |
| 29      | 24 luglio 2017   | 1988 | No potho reposare                | Tazenda                         | 700.000        | 12,8%   |
| 30      | 25 luglio 2017   | 1981 | Per Elisa                        | Alice                           | 523.000        | 10,71%  |
| 31      | 26 luglio 2017   | 1969 | Buonasera, buonasera             | Sylvie Vartan                   | 617.000        | 12,3%   |
| 32      | 27 luglio 2017   | 1996 | La cura                          | Franco Battiato                 | 692.000        | 14,13%  |
| 33      | 28 luglio 2017   | 1956 | Mambo Italiano                   | Rosemary Clooney                | 779.000        | 15,32%  |
| 34      | 31 luglio 2017   | 1959 | Piove (ciao ciao bambina)        | Domenico Modugno                | 676.000        | 13,1%   |
| 35      | 1 agosto 2017    | 1967 | Pietre                           | Antoine                         | 649.000        | 12,75%  |
| 36      | 2 agosto 2017    | 1975 | Rimmel                           | Francesco De Gregori            | 723.000        | 13,6%   |
| 37      | 3 agosto 2017    | 1971 | Luci a San Siro                  | Roberto Vecchioni               | 707.000        | 13%     |
| 38      | 4 agosto 2017    | 1952 | Non dimenticar                   | Nat King Cole                   | 691.000        | 13,45%  |
| 39      | 7 agosto 2017    | 1959 | Eri piccola                      | Fred Buscaglione                | 730.000        | 13,8%   |
| 40      | 8 agosto 2017    | 1967 | Un mondo d'amore                 | Gianni Morandi                  | 691.000        | 13,35%  |
| 41      | 9 agosto 2017    | 1981 | Cicale                           | Heather Parisi                  | 648.000        | 12,46%  |
| 42      | 10 agosto 2017   | 1964 | Una rotonda sul mare             | Fred Bongusto                   | 675.000        | 12,84%  |
| 43      | 11 agosto 2017   | 1963 | Io che amo solo te               | Sergio Endrigo                  | 699.000        | 13,47%  |
| 44      | 14 agosto 2017   | 1979 | Splendido splendente             | Donatella Rettore               | 634.000        | 12,67%  |
| 45      | 16 agosto 2017   | 1986 | Il clarinetto                    | Renzo Arbore                    | 664.000        | 12,95%  |
| 46      | 17 agosto 2017   | 1952 | In un palco della scala          | Quartetto Cetra                 | 701.000        | 13,79%  |
| 47      | 18 agosto 2017   | 1977 | Samarcanda                       | Roberto Vecchioni               | 890.000        | 15,23%  |
| 48      | 21 agosto 2017   | 1982 | Felicità                         | Al Bano e Romina Power          | 666.000        | 12,66%  |
| 49      | 23 agosto 2017   | 1983 | I like Chopin                    | Gazebo                          | 725.000        | 14,46%  |
| 50      | 25 agosto 2017   | 1990 | Vattene amore                    | Mietta e Amedeo Minghi          | 657.000        | 13,27%  |
| 51      | 28 agosto 2017   | 1971 | Tuca tuca                        | Raffaella Carrà                 | 723.000        | 13,5%   |
| 52      | 29 agosto 2017   | 1965 | E se domani                      | Mina                            | 685.000        | 12,6%   |
| 53      | 30 agosto 2017   | 1978 | Bomba o non bomba                | Antonello Venditti              | 703.000        | 13%     |
| 54      | 31 agosto 2017   | 1967 | Cuore matto                      | Little Tony                     | 654.000        | 12,17%  |
| 55      | 1 settembre 2017 | 1985 | L'estate sta finendo             | Righeira                        | 672.000        | 12,29%  |
| 56      | 4 settembre 2017 | 1954 | Vecchio frack                    | Domenico Modugno                | 694.000        | 13,4%   |
| 57      | 5 settembre 2017 | 1969 | Je t'aime... moi non plus        | Serge Gainsbourg e Jane Birkin  | 665.000        | 12,7%   |
| 58      | 6 settembre 2017 | 1967 | A chi                            | Fausto Leali                    | 692.000        | 13,8%   |
| 59      | 7 settembre 2017 | 1991 | Benvenuti in paradiso            | Antonello Venditti              | 784.000        | 14,1%   |
| 60      | 8 settembre 2017 | 1969 | Mi ritorni in mente              | Lucio Battisti                  | 795.000        | 14,9%   |

## Audience
| Edizione | Rete televisiva | Anno | Stagione | Orario      | Durata    | Programmazione | Programmazione | Programmazione | Programmazione | Programmazione | Programmazione | Programmazione | Telespettatori | Share  |
| Edizione | Rete televisiva | Anno | Stagione | Orario      | Durata    | L              | M              | M              | G              | V              | S              | D              | Telespettatori | Share  |
| -------- | --------------- | ---- | -------- | ----------- | --------- | -------------- | -------------- | -------------- | -------------- | -------------- | -------------- | -------------- | -------------- | ------ |
| 1ª       | Rai 1           | 2017 | estate   | 11,05-11,30 | 25 minuti |                |                |                |                |                |                |                | 655.000        | 12,85% |